# Setoctena endoglauca
Setoctena endoglauca är en fjärilsart som beskrevs av George Francis Hampson 1910. Setoctena endoglauca ingår i släktet Setoctena och familjen trågspinnare. Inga underarter finns listade i Catalogue of Life.